# Малые Татаркасы
Ма́лые Татаркасы́ (чув. Кĕçĕн Тутаркасси) — деревня в Моргаушском районе Чувашской Республики. Входит в состав Большесундырского сельского поселения.

## География
Находится в северо-западной части Чувашии, на расстоянии приблизительно 12 км на север по прямой от районного центра села Моргауши.

## История
Известна с 1795 года как выселок деревни Татаркасы (ныне Большие Татаркасы) с 12 дворами. В 1858 году было учтено 15 дворов и 112 жителей, в 1897—169 жителей, в 1926 — 45 дворов и 223 жителя, в 1939—224 жителя, в 1979—174. В 2002 году было 45 дворов, в 2010 — 40 домохозяйств. В 1929 был образован колхоз «Коминтерн», в 2010 действовало КФХ «Пихтеров».

## Население
Постоянное население составляло 118 человек (чуваши 97 %) в 2002 году, 115 в 2010.